# Eva Rosenhed
Eva Rosenhed (ur. 8 grudnia 1939) – szwedzka curlerka, mistrzyni Europy z lat 1976 i 1977, matka Matsa Rosenheda. 
Rosenhed jako członkini zespołu Elisabeth Branäs z Örebro Damer Curlingklubb trzykrotnie sięgała po tytuł mistrzyni kraju, wygrała turniej w latach 1975, 1976 i 1977. 
W 1975 miały miejsce Pierwsze Mistrzostwa Europy, Szwedki awansowały do finału bez żadnej porażki (przy czym nie rozegrały meczu przeciwko Szkocji). W ostatnim spotkaniu zdobyły srebrne medale przegrywając 7:8 ze Szkocją (Betty Law).
Po zakończeniu fazy grupowej Mistrzostw Europy 1976 zespół z Örebro z jedną przegraną sklasyfikowany był na pierwszym miejscu i bezpośrednio awansował do meczu o złote medale. W finale reprezentacja Szwecji rywalizowała z Francją (Paulette Delachat), Skandynawki wywalczyły tytuły mistrzowskie wynikiem 13:4. W Round Robin to samo spotkanie zakończyło się 5:8 na korzyść Francji. Rok później zespół Branäs zdołał obronić tytuły mistrzowskie, Szwedki triumfowały wygrywając wszystkie siedem meczów fazy grupowej.

## Drużyna
|           | Czwarta          | Trzecia            | Druga               | Otwierająca         |
| --------- | ---------------- | ------------------ | ------------------- | ------------------- |
| 1976/1977 | Elisabeth Branäs | Eva Rosenhed       | Britt-Marie Ericson | Anne-Marie Ericsson |
| 1975/1976 | Elisabeth Branäs | Elisabeth Högström | Eva Rosenhed        | Anne-Marie Ericsson |
| 1974/1975 | Elisabeth Branäs | Eva Rosenhed       | Britt-Marie Lundin  | Anne-Marie Ericsson |